# Giro de Italia 1989
La 72ª edición del Giro de Italia se disputó entre el 21 de mayo y el 11 de junio de 1989, con un recorrido de 22 etapas y 3418 km, que se recorrieron a una velocidad media de 36,552 km/h.
En los primeros días, la maglia rosa pasó por manos del neerlandés Jean Paul Van Poppel, el portugués Acacio Da Silva y el italiano Silvano Contini, para terminar en poder de Erik Breukink. Sin embargo, Breukink no resultó un líder sólido, y perdió demasiado tiempo en las etapas de montaña, lo cual le relegó a la cuarta posición final.
Quien sí se mostró muy sólido fue el francés Laurent Fignon, vencedor final del Giro, por delante de Flavio Giupponi y el ganador del año pasado, Andrew Hampsten.
El Giro de 1989 tuvo una actuación española muy discreta, sin ninguna victoria de etapa y solo un décimo puesto logrado por Marino Lejarreta en la clasificación general. El colombiano Lucho Herrera, por su parte, logró dos victorias de etapa y el triunfo en la clasificación de la montaña, justificando así, sobradamente, su presencia en la carrera.

## Equipos participantes
| Equipo                    | Jefe de filas      |
| 7 Eleven - Wamasch        | Andrew Hampsten    |
| ADR - Bottecchia          | Greg Lemond        |
| Alfa Lum                  | Dimitri Konyshev   |
| Atala Campagnolo          | Daniele Bruschi    |
| Café de Colombia          | Luis Herrera       |
| Caja Rural                | Marino Lejarreta   |
| Carrera                   | Urs Zimmermann     |
| Ceramiche Ariostea        | Adriano Baffi      |
| Del Tongo                 | Franco Chioccioli  |
| Fagor                     | Stephen Roche      |
| Frank-Toyo                | Jurg Bruggmann     |
| Gewiss-Bianchi            | Moreno Argentin    |
| Hitachi-Zonca             | Claude Cricquelion |
| Jolly Componibili-Club 88 | Luciano Boffo      |
| Malvor Sidi               | Giuseppe Saronni   |
| Panasonic-Isostar         | Erik Breukink      |
| Pepsi - Alba Cucine       | Christian Thary    |
| Selca Conti               | Roberto Conti      |
| Seur                      | Marco Giovannetti  |
| Super U-Raleigh-Fiat      | Laurent Fignon     |
| TVM-Ragno                 | Phil Anderson      |

## Etapas
| Etapa | Fecha       | Recorrido                            | km         | Ganador de la etapa  | Líder de la clasificación general |
| 1.ª   | 21 de mayo  | Taormina-Catania                     | 123        | Jean Paul Van Poppel | Jean Paul Van Poppel              |
| 2.ª   | 22 de mayo  | Catania-Etna                         | 132        | Acacio Da Silva      | Acacio Da Silva                   |
| 3.ª   | 23 de mayo  | Villafranca Tirrena-Mesina           | 32,5 (CRE) | Ceramiche Ariostea   | Silvano Contini                   |
| 4.ª   | 24 de mayo  | Scilla-Cosenza                       | 204        | Rolf Jaermann        | Silvano Contini                   |
| 5.ª   | 25 de mayo  | Cosenza-Potenza                      | 275        | Stefano Giuliani     | Silvano Contini                   |
| 6.ª   | 26 de mayo  | Potenza-Campobasso                   | 223        | Stephan Joho         | Silvano Contini                   |
| 7.ª   | 27 de mayo  | Isernia-Roma                         | 208        | Urs Freuler          | Silvano Contini                   |
| 8.ª   | 28 de mayo  | Roma-Gran Sasso                      | 179        | John Carlsen         | Erik Breukink                     |
| 9.ª   | 29 de mayo  | L'Aquila-Gubbio                      | 221        | Bjarne Riis          | Acacio Da Silva                   |
| 10.ª  | 30 de mayo  | Pésaro-Riccione                      | 36,8 (CRI) | Lech Piasecki        | Erik Breukink                     |
| 11.ª  | 31 de mayo  | Riccione-Mantova                     | 244        | Urs Freuler          | Erik Breukink                     |
| 12.ª  | 1 de junio  | Mantua-Mira                          | 148        | Mario Cipollini      | Erik Breukink                     |
| 13.ª  | 2 de junio  | Padua-Tre Cime di Lavaredo           | 207        | Luis Herrera         | Erik Breukink                     |
| 14.ª  | 3 de junio  | Auronzo di Cadore-Corvara Alta Badia | 131        | Flavio Giupponi      | Laurent Fignon                    |
| 15ªa  | 4 de junio  | Corvara Alta Badia-Trento            | 131        | Jean Paul Van Poppel | Laurent Fignon                    |
| 15ªb  | 4 de junio  | Trento                               | 83,2       | Lech Piasecki        | Laurent Fignon                    |
| 16.ª  | 5 de junio  | Trento-Santa Caterina Valfurva       | -          | Anulada              | -                                 |
| 17.ª  | 6 de junio  | Sondrio-Meda                         | 137        | Phil Anderson        | Laurent Fignon                    |
| 18.ª  | 7 de junio  | Mendrisio-Monte Generoso             | 10,7 (CRI) | Luis Herrera         | Laurent Fignon                    |
| 19.ª  | 8 de junio  | Meda-Tortona                         | 198        | Jesper Skibby        | Laurent Fignon                    |
| 20.ª  | 9 de junio  | Voghera-La Spezia                    | 220        | Laurent Fignon       | Laurent Fignon                    |
| 21.ª  | 10 de junio | La Spezia-Prato                      | 216        | Gianni Bugno         | Laurent Fignon                    |
| 22ª   | 11 de junio | Prato-Florencia                      | 53,8 (CRI) | Lech Piasecki        | Laurent Fignon                    |

## Clasificaciones

### Clasificación general(Maglia Rosa)
| \| Clasificación general \| Clasificación general \| Clasificación general \| Clasificación general \| Clasificación general \| \| Ciclista \| Ciclista \| Equipo \| Tiempo \| \| \| --------------------- \| --------------------- \| ----------------------------- \| --------------------- \| --------------------- \| \| 1.º \| Laurent Fignon \| Super U-Raleigh-Fiat \| 93 h 30 min 16 s \| \| \| 2.º \| Flavio Giupponi \| Malvor-Sidi \| + 1 min 15 s \| \| \| 3.º \| Andrew Hampsten \| 7 Eleven-American Airlines \| + 2 min 46 s \| \| \| 4.º \| Erik Breukink \| Panasonic-Isostar-Colnago-Agu \| + 5 min 02 s \| \| \| 5.º \| Franco Chioccioli \| Del Tongo-Mele Val di Non \| + 5 min 43 s \| \| \| 6.º \| Urs Zimmermann \| Carrera Jeans-Vagabond \| + 6 min 28 s \| \| \| 7.º \| Claude Criquielion \| Hitachi-VTM \| + 6 min 34 s \| \| \| 8.º \| Marco Giovannetti \| Seur \| + 7 min 44 s \| \| \| 9.º \| Stephen Roche \| Fagor-MBK \| + 7 min 44 s \| \| \| 10.º \| Marino Lejarreta \| Caja Rural-Paternina \| + 8 min 09 s \| \| \| 11.º \| Vladímir Pulnikov \| Alfa Lum-STM \| + 9 min 50 s \| \| \| 12.º \| Roberto Conti \| Selca-Conti-Ciclolinea \| + 10 min 03 s \| \| \| 13.º \| Phil Anderson \| TVM-Ragno \| + 12 min 06 s \| \| \| 14.º \| Jesper Skibby \| TVM-Ragno \| + 12 min 13 s \| \| \| 15.º \| Moreno Argentin \| Gewiss-Bianchi \| + 12 min 16 s \| \| \| 16.º \| Piotr Ugriúmov \| Alfa Lum-STM \| + 14 min 27 s \| \| \| 17.º \| Franco Vona \| Chateau d'Ax-Salotti \| + 14 min 39 s \| \| \| 18.º \| Lucho Herrera \| Café de Colombia \| + 16 min 19 s \| \| \| 19.º \| Jokin Mujika \| Caja Rural-Paternina \| + 22 min 02 s \| \| \| 20.º \| Jon Unzaga \| Seur \| + 24 min 56 s \| \| \| 21.º \| Samuel Cabrera \| Café de Colombia \| + 31 min 29 s \| \| \| 22.º \| Eddy Schepers \| Fagor-MBK \| + 31 min 43 s \| \| \| 23.º \| Gianni Bugno \| Chateau d'Ax-Salotti \| + 32 min 23 s \| \| \| 24.º \| José Salvador Sanchis \| Caja Rural-Paternina \| + 32 min 29 s \| \| \| 25.º \| Jesús Blanco Villar \| Seur \| + 34 min 28 s \| \| |                       |                               |                  |
| |                       |                               |                  |
| |                       |                               |                  |
| Clasificación general |                       |                               |                  |
| Ciclista | Ciclista              | Equipo                        | Tiempo           |
| 1.º | Laurent Fignon        | Super U-Raleigh-Fiat          | 93 h 30 min 16 s |
| 2.º | Flavio Giupponi       | Malvor-Sidi                   | + 1 min 15 s     |
| 3.º | Andrew Hampsten       | 7 Eleven-American Airlines    | + 2 min 46 s     |
| 4.º | Erik Breukink         | Panasonic-Isostar-Colnago-Agu | + 5 min 02 s     |
| 5.º | Franco Chioccioli     | Del Tongo-Mele Val di Non     | + 5 min 43 s     |
| 6.º | Urs Zimmermann        | Carrera Jeans-Vagabond        | + 6 min 28 s     |
| 7.º | Claude Criquielion    | Hitachi-VTM                   | + 6 min 34 s     |
| 8.º | Marco Giovannetti     | Seur                          | + 7 min 44 s     |
| 9.º | Stephen Roche         | Fagor-MBK                     | + 7 min 44 s     |
| 10.º | Marino Lejarreta      | Caja Rural-Paternina          | + 8 min 09 s     |
| 11.º | Vladímir Pulnikov     | Alfa Lum-STM                  | + 9 min 50 s     |
| 12.º | Roberto Conti         | Selca-Conti-Ciclolinea        | + 10 min 03 s    |
| 13.º | Phil Anderson         | TVM-Ragno                     | + 12 min 06 s    |
| 14.º | Jesper Skibby         | TVM-Ragno                     | + 12 min 13 s    |
| 15.º | Moreno Argentin       | Gewiss-Bianchi                | + 12 min 16 s    |
| 16.º | Piotr Ugriúmov        | Alfa Lum-STM                  | + 14 min 27 s    |
| 17.º | Franco Vona           | Chateau d'Ax-Salotti          | + 14 min 39 s    |
| 18.º | Lucho Herrera         | Café de Colombia              | + 16 min 19 s    |
| 19.º | Jokin Mujika          | Caja Rural-Paternina          | + 22 min 02 s    |
| 20.º | Jon Unzaga            | Seur                          | + 24 min 56 s    |
| 21.º | Samuel Cabrera        | Café de Colombia              | + 31 min 29 s    |
| 22.º | Eddy Schepers         | Fagor-MBK                     | + 31 min 43 s    |
| 23.º | Gianni Bugno          | Chateau d'Ax-Salotti          | + 32 min 23 s    |
| 24.º | José Salvador Sanchis | Caja Rural-Paternina          | + 32 min 29 s    |
| 25.º | Jesús Blanco Villar   | Seur                          | + 34 min 28 s    |

### Clasificación por puntos(Maglia Ciclamino)
| Clasificación por puntos | Clasificación por puntos | Clasificación por puntos      | Clasificación por puntos | Clasificación por puntos |
| Ciclista                 | Ciclista                 | Equipo                        | Puntos                   |                          |
| ------------------------ | ------------------------ | ----------------------------- | ------------------------ | ------------------------ |
| 1.º                      | Giovanni Fidanza         | Chateau d'Ax-Salotti          | 172 pts                  |                          |
| 2.º                      | Laurent Fignon           | Super U-Raleigh-Fiat          | 139 pts                  |                          |
| 3.º                      | Erik Breukink            | Panasonic-Isostar-Colnago-Agu | 128 pts                  |                          |
| 4.º                      | Maurizio Fondriest       | Del Tongo-Mele Val di Non     | 116 pts                  |                          |
| 5.º                      | Acácio da Silva          | Carrera Jeans-Vagabond        | 111 pts                  |                          |

### Clasificación de la montaña(Maglia Verde)
| Clasificación de la montaña | Clasificación de la montaña | Clasificación de la montaña | Clasificación de la montaña | Clasificación de la montaña |
| Ciclista                    | Ciclista                    | Equipo                      | Puntos                      |                             |
| --------------------------- | --------------------------- | --------------------------- | --------------------------- | --------------------------- |
| 1.º                         | Lucho Herrera               | Café de Colombia            | 70 pts                      |                             |
| 2.º                         | Stefano Giuliani            | Jolly Componibili-Club 88   | 38 pts                      |                             |
| 3.º                         | Jure Pavlič                 | Carrera Jeans-Vagabond      | 34 pts                      |                             |
| 4.º                         | Henry Cárdenas              | Café de Colombia            | 34 pts                      |                             |
| 5.º                         | Flavio Giupponi             | Malvor-Sidi                 | 28 pts                      |                             |

### Clasificación de los jóvenes(Maglia Bianca)
| Clasificación del mejor joven | Clasificación del mejor joven | Clasificación del mejor joven | Clasificación del mejor joven | Clasificación del mejor joven |
| Ciclista                      | Ciclista                      | Equipo                        | Tiempo                        |                               |
| ----------------------------- | ----------------------------- | ----------------------------- | ----------------------------- | ----------------------------- |
| 1.º                           | Vladímir Pulnikov             | Alfa Lum-STM                  | 93 h 40 min 06 s              |                               |
| 2.º                           | Piotr Ugriúmov                | Alfa Lum-STM                  | + 4 min 37 s                  |                               |
| 3.º                           | Luca Gelfi                    | Del Tongo-Mele Val di Non     | + 27 min 49 s                 |                               |
| 4.º                           | Jos van Aert                  | Hitachi-VTM                   | + 31 min 00 s                 |                               |
| 5.º                           | Jure Pavlič                   | Carrera Jeans-Vagabond        | + 39 min 24 s                 |                               |

### Clasificación intergiro
| Clasificación intergiro |                    |                      |                  |
| Ciclista                | Ciclista           | Equipo               | Tiempo           |
| ----------------------- | ------------------ | -------------------- | ---------------- |
| 1.º                     | Jure Pavlič        | Carrera              | 49 h 50 min 00 s |
| 2.º                     | Laurent Fignon     | Super U-Raleigh-Fiat | + 4 min 07 s     |
| 3.º                     | Claude Cricquelion | Hitachi-Zonca        | + 4 min 24 s     |

### Clasificación por equipos
| Clasificación por equipos | Clasificación por equipos | Clasificación por equipos | Clasificación por equipos |
| Equipo                    | Equipo                    | Tiempo                    |                           |
| ------------------------- | ------------------------- | ------------------------- | ------------------------- |
| 1.º                       | Fagor-MBK                 | 279 h 59 min 13 s         |                           |
| 2.º                       | Caja Rural-Paternina      | + 13 min 27 s             |                           |
| 3.º                       | Alfa Lum-STM              | + 16 min 11 s             |                           |
| 4.º                       | Seur                      | + 16 min 37 s             |                           |
| 5.º                       | Del Tongo-Mele Val di Non | + 20 min 35 s             |                           |